# Коронник чорнощокий
Коронник чорнощокий (Basileuterus melanogenys) — вид горобцеподібних птахів родини піснярових (Parulidae). Мешкає в Коста-Риці і Панамі.

## Опис

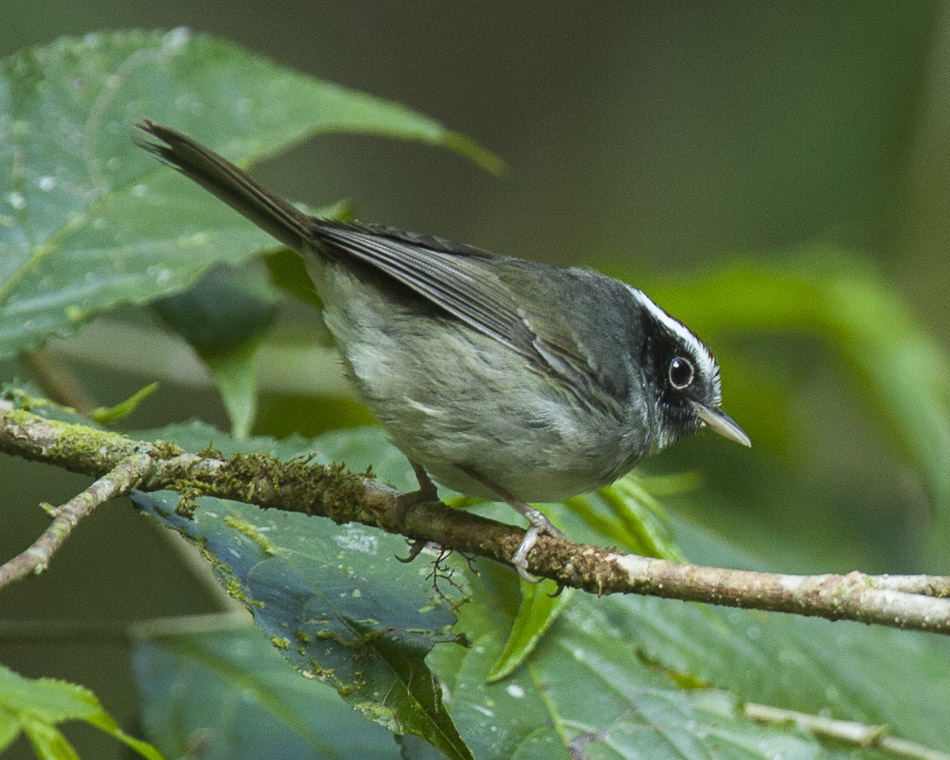
Чорнощокий коронних, Панама

Довжина птаха становить 13-13,5 см, вага 13 г. Довжина крила самця становить 5,9-6,6 см, довжина крила самиці 5,4-6,5 см. Тім'я рудувато-коричнева, над очима білі "брови", щоки чорні. Верхня частина тіла тьмяно-оливкова, груди оливково-сірі, живіт жовтуватий. Виду не притаманний статевий диморфізм. Верхня частина тіла в молодих птахів має коричнюватий відтінок, груди сіріші. Представники підвиду B. m. eximius мають світліший живіт, а представники підвиду B. m. bensoni крім того ще й сірішу спину.

## Підвиди
Виділяють три підвиди:
- B. m. melanogenys Baird, SF, 1865 — центральна і південна Коста-Рика;
- B. m. eximius Nelson, 1912 — провініція Чирікі (західна Панама);
- B. m. bensoni Griscom, 1927 — провініція Вераґуас (західна Панама).

Панамський коронник (Basileuterus ignotus) раніше вважався підвидом чорнощокого коронника. Нині дослідники вважають, що чорнощокі і панамські коронники утворюють надвид.

## Поширення і екологія
Чорнощокі коронники живуть в гірських тропічних лісах Коста-Рики і Панами на висоті від 2500 до 3500 м над рівнем моря. Харчуються комахами і павуками, яких шукають в підліску. Гніздо куполоподібне, розміщується в яру серед густої рослинності. В кладці 2 яйця білого кольору.